# Ủy ban Dự thảo sửa đổi Hiến pháp 1992
 Ủy ban Dự thảo sửa đổi Hiến pháp 1992 do Chủ tịch Quốc hội Việt Nam khóa 13 Nguyễn Sinh Hùng làm chủ tịch. 

## Thành viên

### Chủ tịch
- Nguyễn Sinh Hùng, Chủ tịch Quốc hội Việt Nam khóa 13

### Phó Chủ tịch
- Uông Chu Lưu, Phó Chủ tịch Quốc hội Việt Nam khóa 13.[1]

### Ủy viên
- Phan Trung Lý

## Ban Biên tập dự thảo sửa đổi Hiến pháp năm 1992
Ban Biên tập dự thảo sửa đổi Hiến pháp năm 1992 do ông Phan Trung Lý - Ủy viên Ủy ban Dự thảo sửa đổi Hiến pháp năm 1992, Chủ nhiệm Ủy ban Pháp luật Quốc hội - làm Trưởng Ban. Ban Biên tập này họp phiên đầu tiên vào ngày 7 tháng 9 năm 2011.